# Coniopteryx (Coniopteryx) choui
Coniopteryx (Coniopteryx) choui is een insect uit de familie van de dwerggaasvliegen (Coniopterygidae), die tot de orde netvleugeligen (Neuroptera) behoort. 
Coniopteryx (Coniopteryx) choui is voor het eerst wetenschappelijk beschreven door Z.-q. Liu & C.-k. Yang in 1998.